# Turcinești, Gorj
Turcinești este satul de reședință al comunei cu același nume din județul Gorj, Oltenia, România.

## Personalități
- Ion Hortopan (deputat), inginer, cercetător științific, deputat

## Vezi și
- Casa Manta

## Imagini

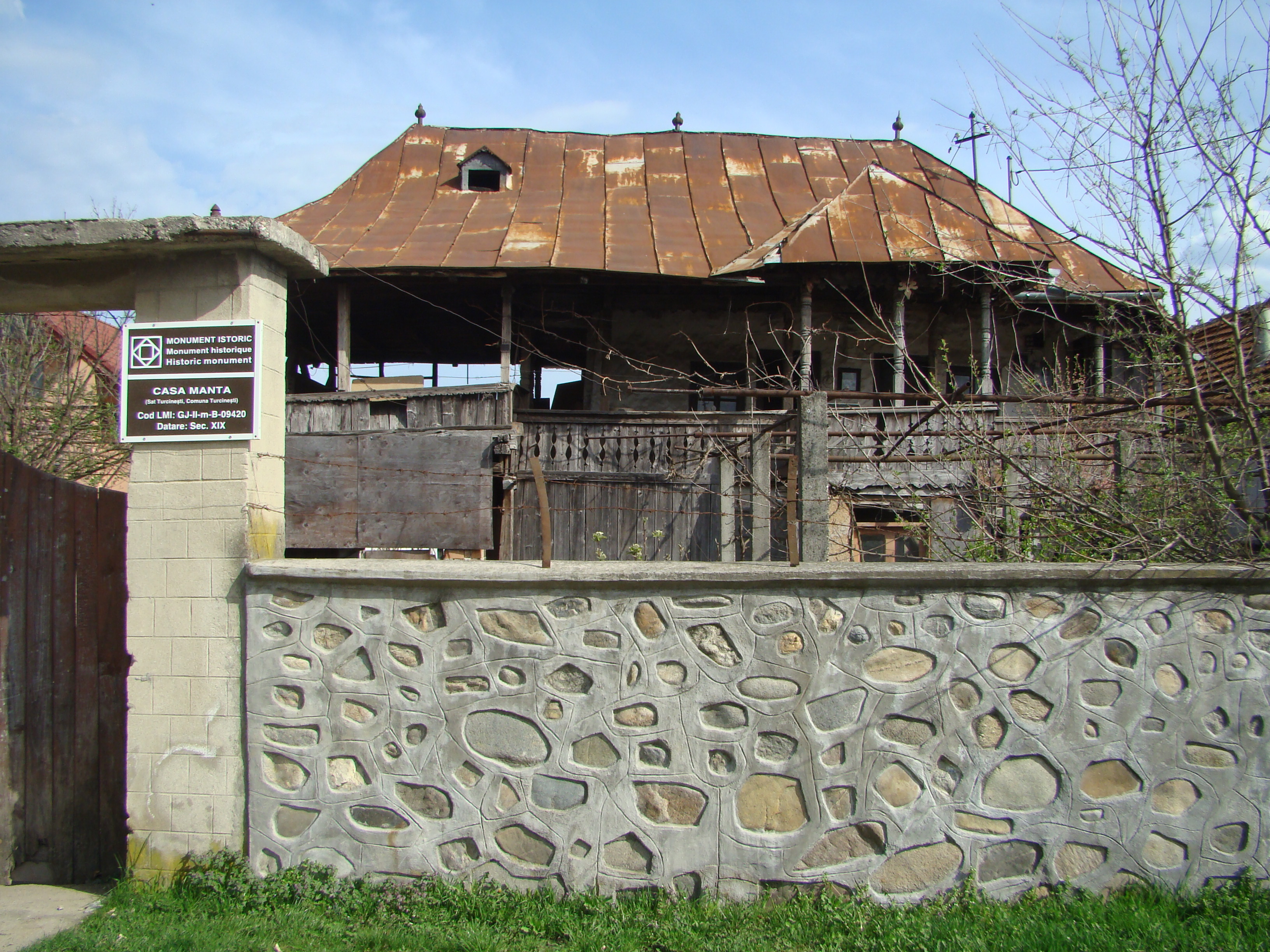
Casa Manta (monument istoric)
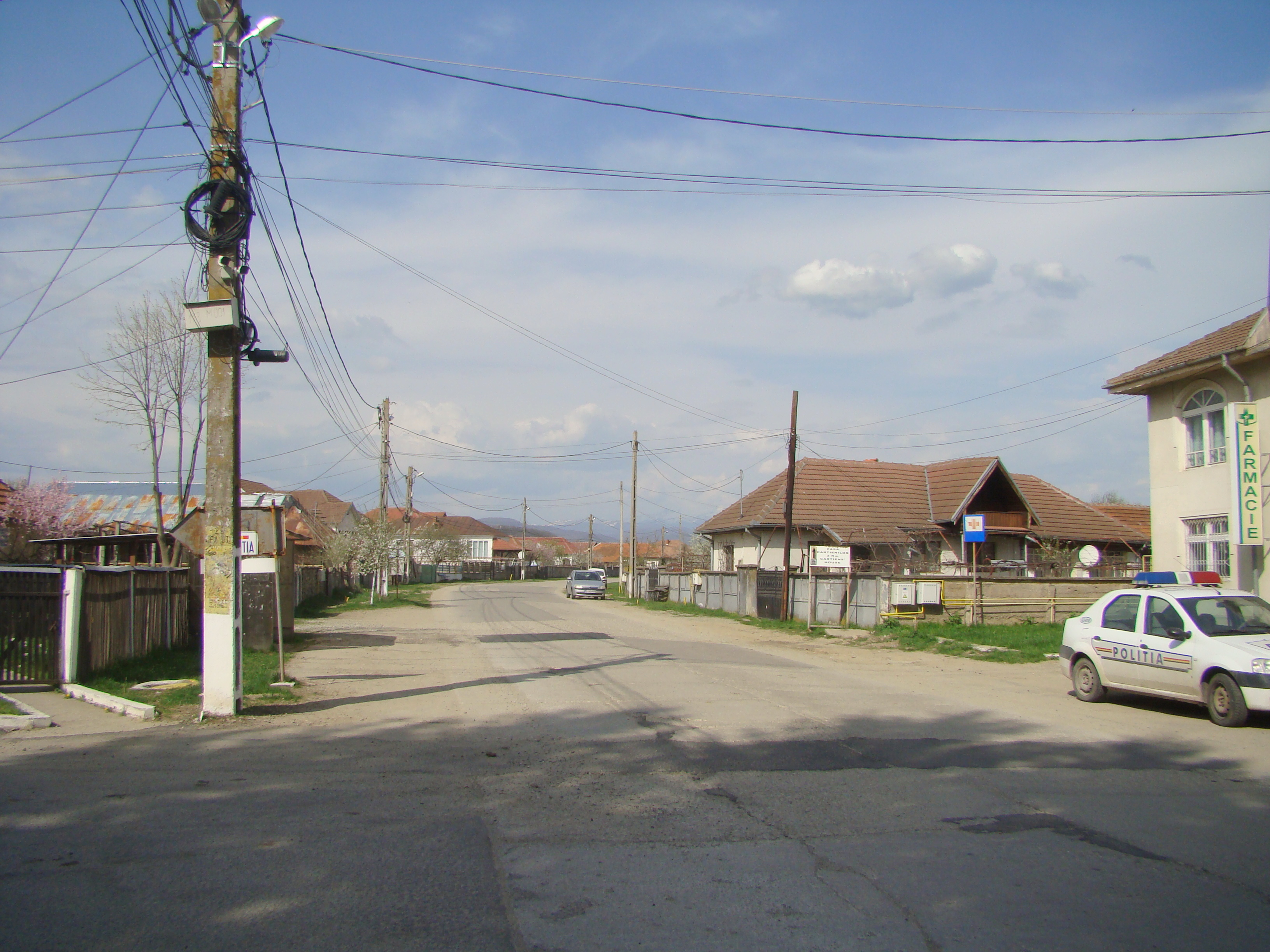
Strada principală
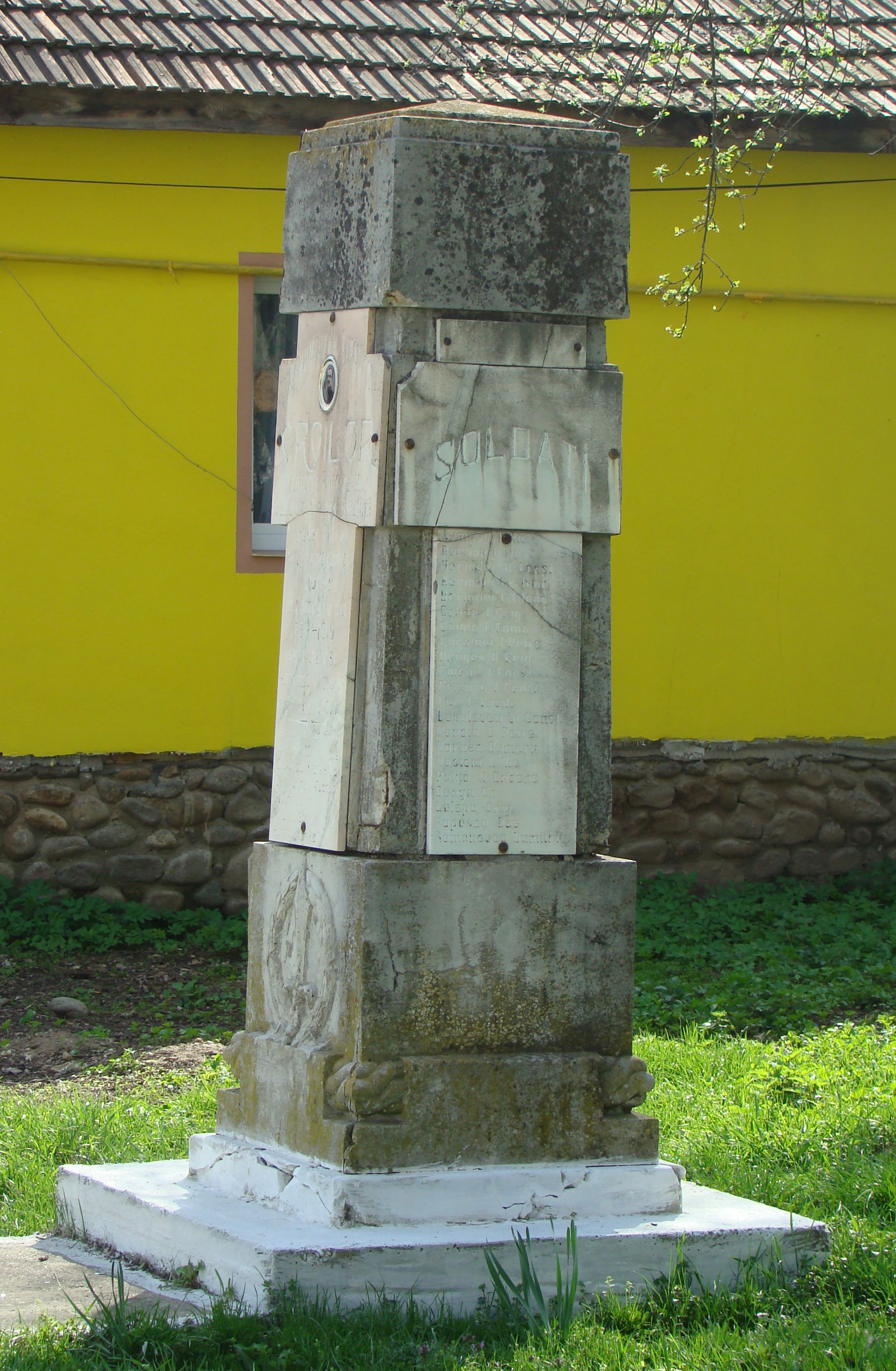
Monumentul eroilor
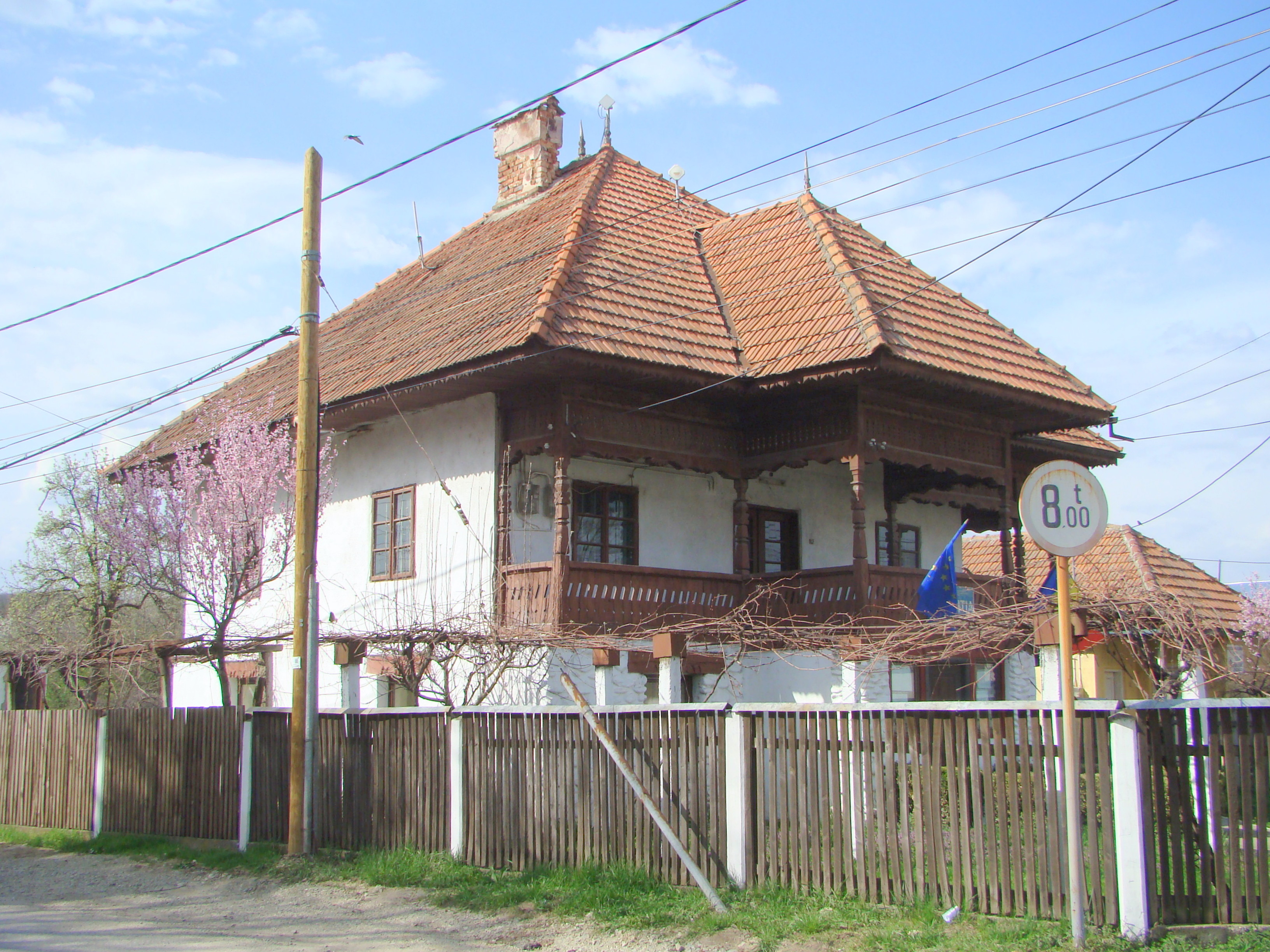
Casa Cartianu (monument istoric)
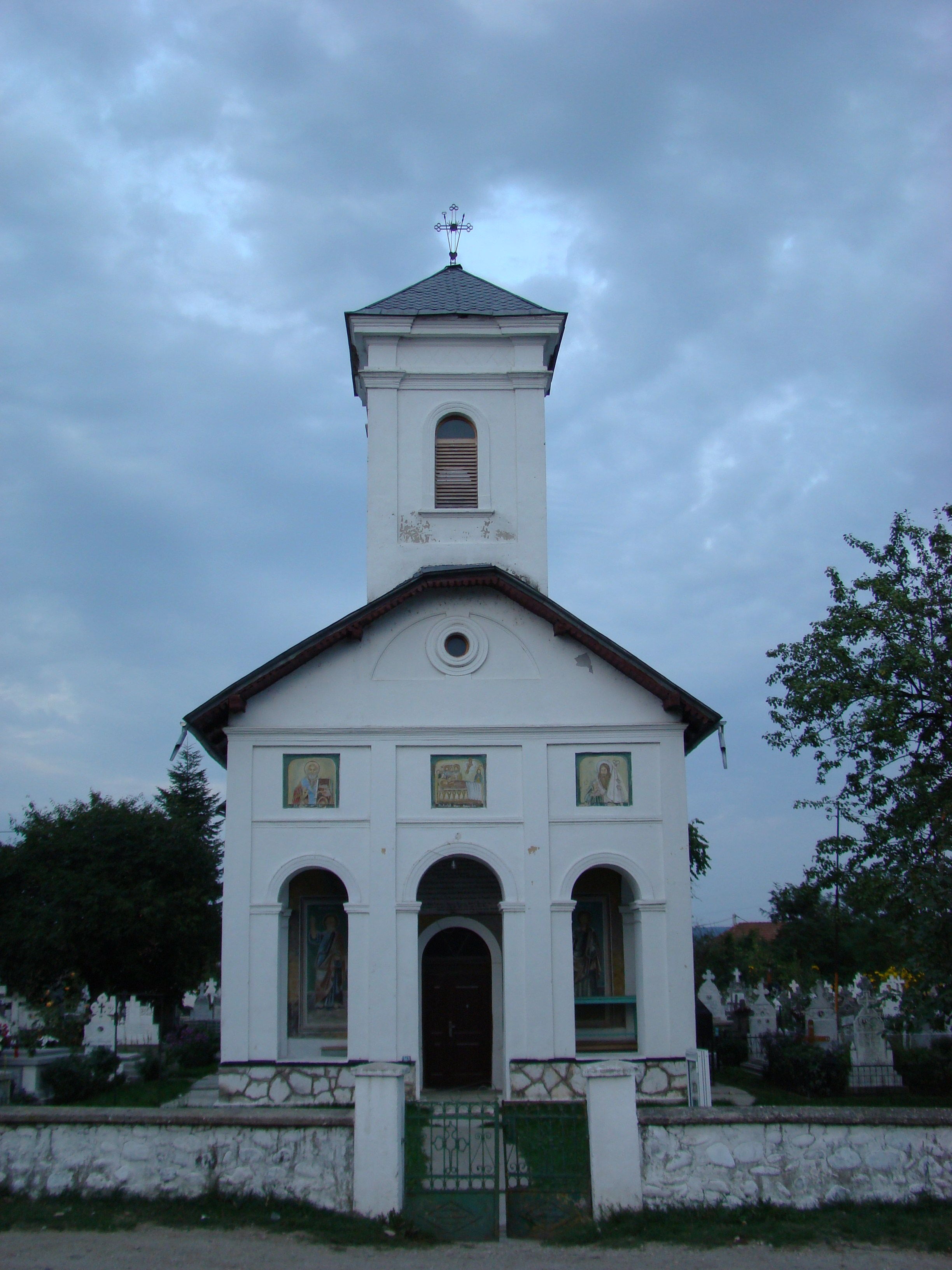
Biserica ortodoxă (1894)